# 茅溪镇
茅溪镇，原为水口镇，是中华人民共和国四川省泸州市古蔺县下辖的一个乡镇级行政单位。2018年更名。。区划代码改为510525121。

## 行政区划
茅溪镇下辖以下地区：
水口村、碧云村、柏腊村、马跃村、怀场村、浮云村、密腊村、青龙村、来龙村、天府村、九坝村、庙林村、民心村、台沙村和中坪村。